# キッチンパラダイス
キッチンパラダイスはCSで放送されたアメリカ製作の料理番組である。

## 概要
クレバー・ブラザーズのリーとスティーブの2人が漫才の掛け合いのようにしていきながらながら、手際良くあっという間に料理を作り、1回に付き5品位作り、1品目に付き、2、3分で完成させていた。あと料理のテーマによってコスプレなどもしたりする事もあった。
日本では1990年代半ばに一部の地域で地上波で放映され、その後2000年代に入りCSで放送された。毎回彼らの決まりフレーズは『すごく簡単！超ウマイ！俺たち陽気なクレバー・ブラザース!いつも笑顔で美味しい料理を!』だった。
彼らのあまりにも陽気なキャラクターから日本では当初コメディアン（お笑い芸人）が料理を作る番組と思われていた。
吹き替えはリーが長島雄一、スティーブが小野健一が担当。